# Shenbei
Shenbeis nya distrikt är ett stadsdistrikt och en ekonomisk utvecklingszon i Shenyang i Liaoning-provinsen i nordöstra Kina.